# Gabala rufilota
Gabala rufilota är en fjärilsart som beskrevs av W. Warren 1913. Gabala rufilota ingår i släktet Gabala och familjen trågspinnare. Inga underarter finns listade i Catalogue of Life.